# Verne (rivière)
Pour les articles homonymes, voir Verne.
La Verne est une rivière du Var, en région Provence-Alpes-Côte d'Azur, et le principal affluent gauche de la Môle, donc un sous-affluent du petit fleuve côtier la Giscle.

## Géographie
Longue de 23,7 km, la Verne s'étend sur les deux communes de Collobrières et La Môle.
C’est le principal affluent de la Môle avec laquelle elle conflue au village de La Môle.
Elle prend sa source dans la forêt domaniale des Maures à proximité de la crête de la Verne, au lieu-dit Lambert, à côté de la maison forestière et du point de vue du Desteu, à 484 m d'altitude.

### Communes et cantons traversés
Dans le seul département du Var, la Verne traverse les deux communes de Collobrières (source) et de La Môle (confluence), dans deux  cantons, de Collobrières et de Saint-Tropez, et dans les deux arrondissements, de Toulon et de Draguignan.

### Bassin versant
La Verne traverse une seule zone hydrographique « La Môle » (Y543) de 128 km2 de superficie. Ce bassin versant est constitué à 87,53 % de « forêts et milieux semi-naturels », à 9,24 % de « territoires agricoles »  à 2,35 % de « territoires artificialisés », à 0,40 % de « surfaces en eau ».

## Affluents
La Verne a huit tronçons affluents référencés :
- le Vallon de Marescau (rd[note 1]),
- le Vallon du Bousquet (rd),
- le Vallon de Boulin (rg),
- le Vallon de la Cavale Blanche (rg), avec un affluent :
  - le vallon de la Cascade (rg),
- le Règue de Poussiou (rd),
- le ruisseau de Capelude (rg),
- le Règue du pas de Loup (rd),
- le ravin de Gorbière (rg).

Son rang de Strahler est donc de trois.

## Aménagements et écologie

### Le barrage de la Verne

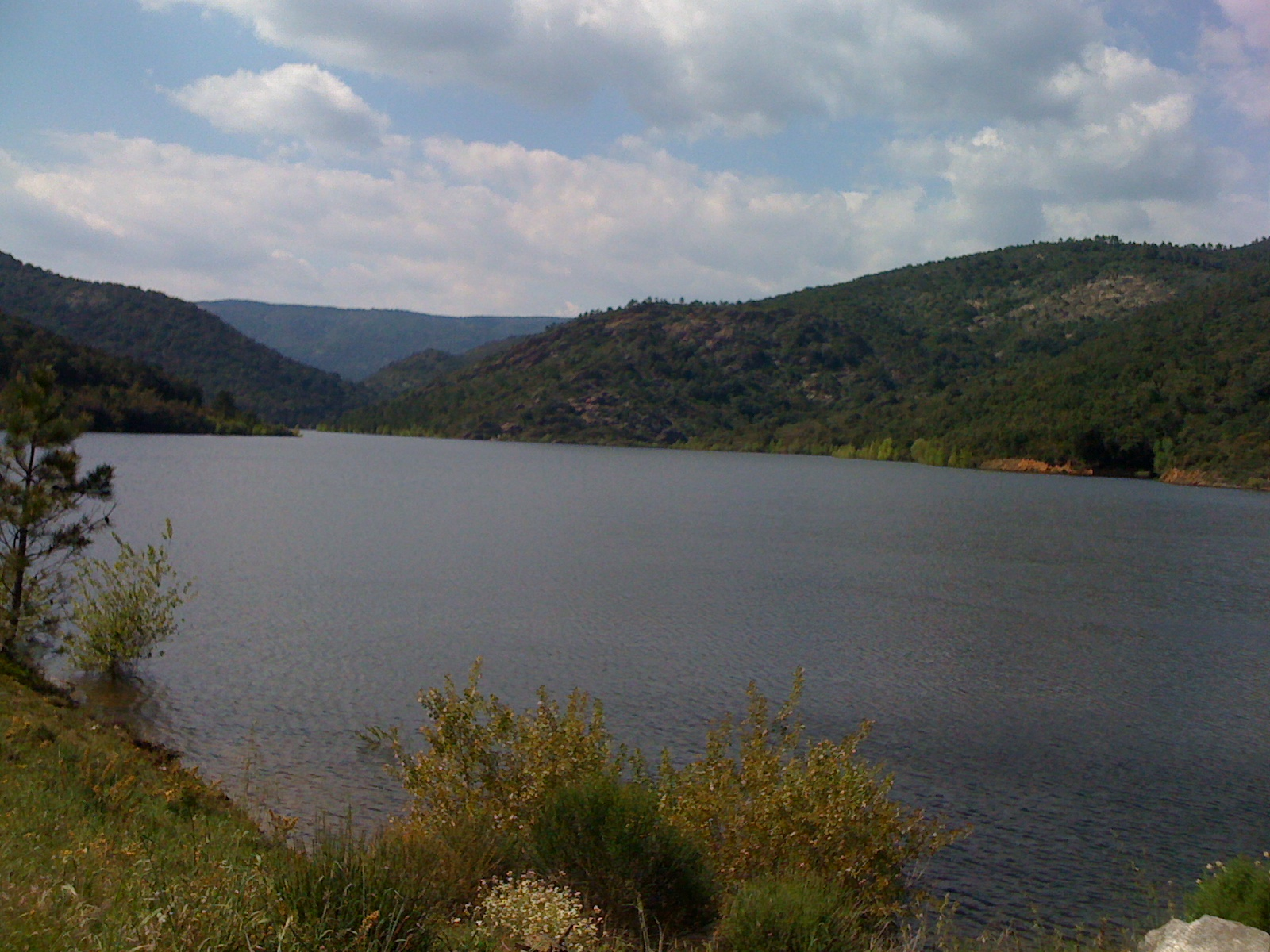
Lac de retenue de la Verne: au fond de l'image, l'embouchure de la rivière

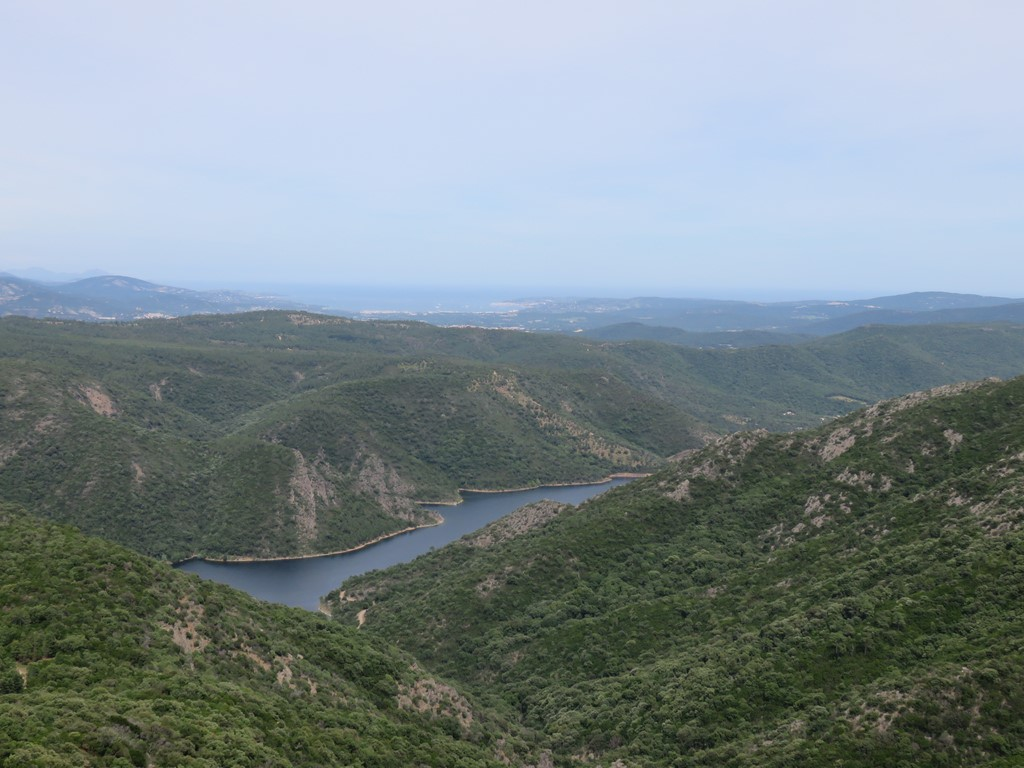
Barrage de la Verne vu depuis la piste de la Capelude

En 1991, a été construit le barrage de la Verne servant à alimenter en eau potable les habitants du pays des Maures et du golfe de Saint-Tropez.
Le plan d'eau a permis l'établissement de familles de hérons cendrés et de cormorans. La pêche, la baignade et la navigation y sont interdites.
Le barrage est un ouvrage en terre à noyau étanche. Il est équipé d'un évacuateur de crue en rive gauche. Son parement amont est protégé du batillage par un perré qui le recouvre entièrement. La tour de prise se situe en rive droite, de même que le local servant aux gardiens et la salle technique où se trouvent les vannes.

## Galerie

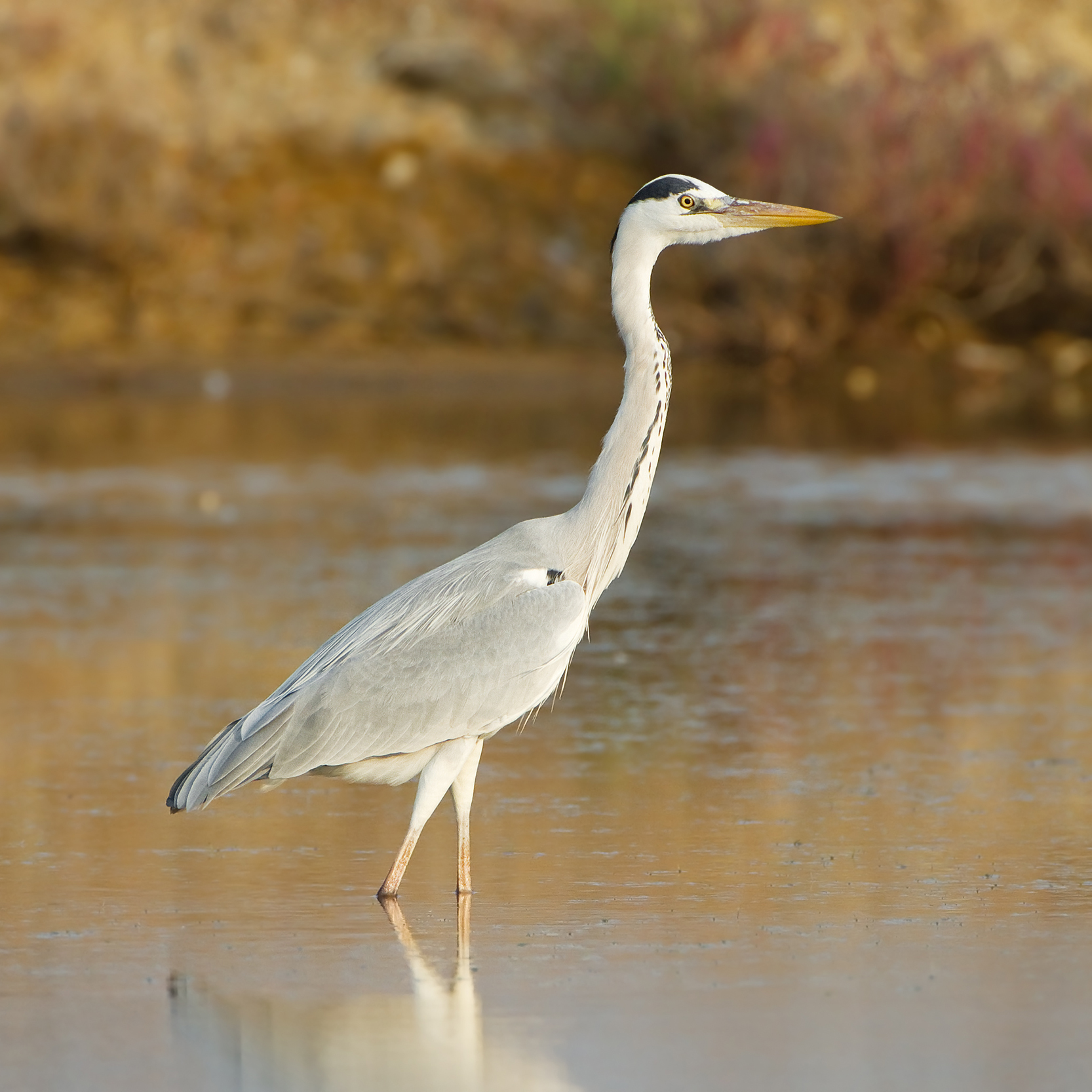
Héron cendré
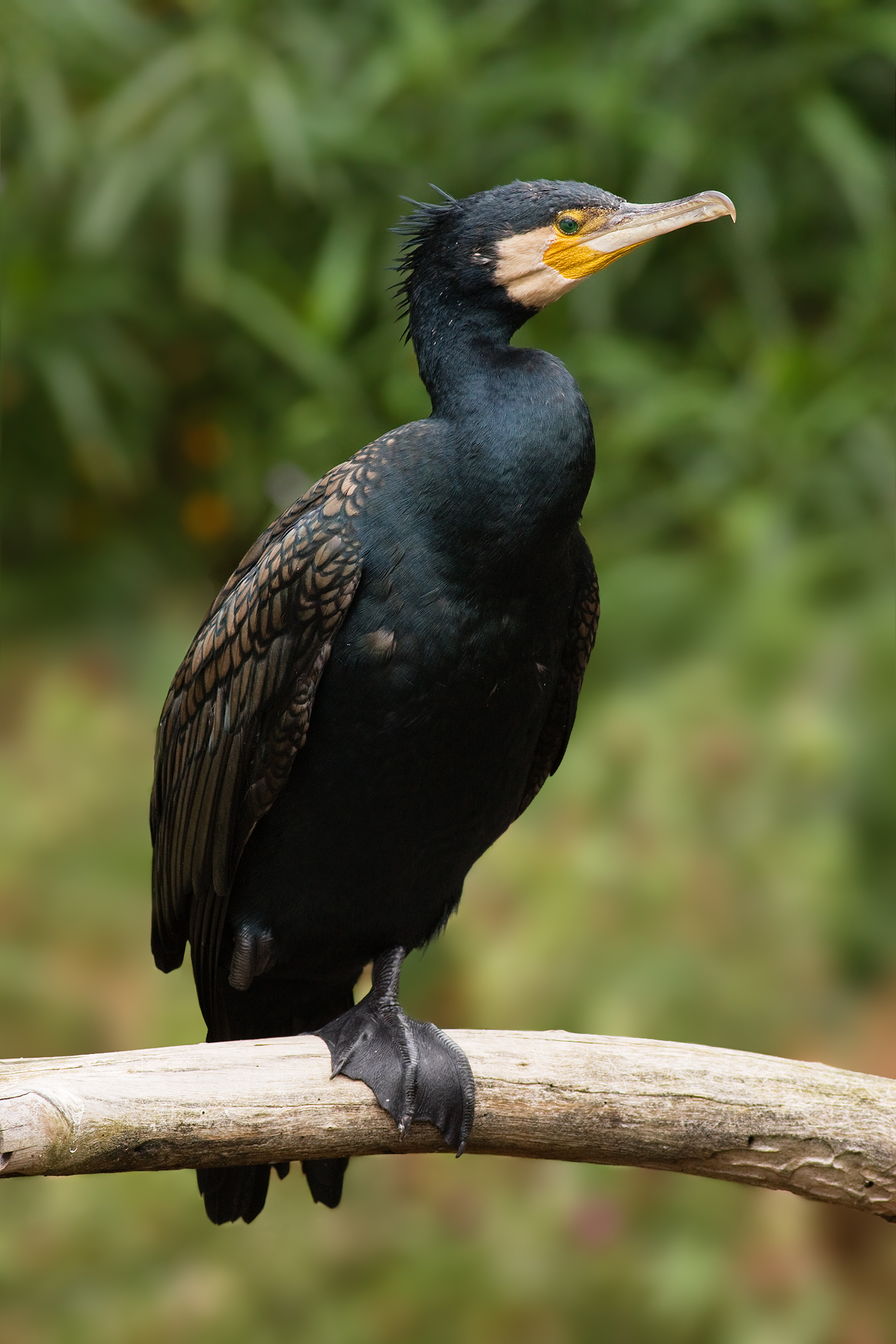
Grand Cormoran